# Turnera fissifolia
Turnera fissifolia är en passionsblomsväxtart som beskrevs av Arbo. Turnera fissifolia ingår i släktet Turnera och familjen passionsblomsväxter. Inga underarter finns listade i Catalogue of Life.